# Hegyi papagájamandina
A hegyi papagájamandina (Erythrura hyperythra)  a madarak osztályának a verébalakúak (Passeriformes) rendjébe, ezen belül a díszpintyfélék (Estrildidae) családjába tartozó faj.

## Rendszerezése
A fajt Heinrich Gottlieb Ludwig Reichenbach német botanikus és ornitológus írta le 1863-ban, a Chlorura nembe Chlorura hyperthra néven.

## Alfajai
- Erythrura hyperythra hyperythra (Reichenbach, 1863) – Jáva nyugati része
- Erythrura hyperythra intermedia (Hartert, 1896) – Lombok, Bali.
- Erythrura hyperythra obscura (Rensch, 1928) – Flores, Sumbawa
- Erythrura hyperythra ernstmayri (Stresemann) – Celebesz déli része
- Erythrura hyperythra microrhyncha (Stresemann, 1931) – Celebesz
- Erythrura hyperythra brunneiventris (Ogilive-Grant, 1894) – Mindanao és Luzon szigetek, a Fülöp-szigetek közül
- Erythrura hyperythra borneensis (Sharpe, 1889) – Borneó északi része
- Erythrura hyperythra malayana (Robinson, 1928)[2] – Malajzia

## Előfordulása
Délkelet-Ázsiában, Indonézia, a Fülöp-szigetek és Malajzia területén honos. Természetes élőhelyei a szubtrópusi és trópusi hegyi esőerdők és cserjések, valamint szántóföldek és elöntött területek. Állandó, nem vonuló faj.

## Megjelenése
Testhossza 10 centiméter, testtömege 10–13 gramm. Arcrésze és torka barnássárga, homlokán szürkés és kék folt található. Tollazata nagy része zöld.

## Életmódja
Magvakkal és rovarokkal táplálkozik.

## Szaporodása
Az erdő szélén, nagy magasságban rejtve építi fészkét. A hím hordja gallyakat és leveleket, a tojó építi a fészket.

## Természetvédelmi helyzete
Az elterjedési területe rendkívül nagy, egyedszáma pedig stabil. A Természetvédelmi Világszövetség Vörös listáján nem fenyegetett fajként szerepel.